# Мірославиці (Куявсько-Поморське воєводство)
Мірославиці (пол. Mirosławice, нім. Miroslawitz, 1939-45: Lindenhof) — село в Польщі, у гміні Стшельно Моґіленського повіту Куявсько-Поморського воєводства.
Населення — 101 особа (2011).
У 1975-1998 роках село належало до Бидгощського воєводства.

## Демографія
Демографічна структура станом на 31 березня 2011 року:
|          | Загалом | Допрацездатний вік | Працездатний вік | Постпрацездатний вік |
| -------- | ------- | ------------------ | ---------------- | -------------------- |
| Чоловіки | 50      | 9                  | 37               | 4                    |
| Жінки    | 51      | 8                  | 29               | 14                   |
| Разом    | 101     | 17                 | 66               | 18                   |